# Deltocephalus buysi
Deltocephalus buysi är en insektsart som beskrevs av Kramer 1965. Deltocephalus buysi ingår i släktet Deltocephalus och familjen dvärgstritar. Inga underarter finns listade i Catalogue of Life.